# Цифрова модель

Графічне відображення цифрової моделі рельєфу.

Цифрова модель (англ. digital model; нім. digitales Model n) — записана в кодовій формі на машинному носієві інформація, яка відповідає об'єктові моделювання. При вивченні та геометризації родовищ корисних копалин застосовуються Ц.м. місцевості, рельєфу та ситуації земної поверхні (наприклад, земельного відводу), а також спеціальні Ц.м. розповсюдження показників покладу, необхідні для характеристики корисної копалини та проектування гірничих робіт. При складанні Ц.м, відображуються характерні точки ситуації або точки топографічної поверхні, умовної топографічної поверхні (поверхні топографічного порядку), алгоритм опрацювання яких дає можливість розв'язувати різні виробничі задачі.